# C. D. 펠햄

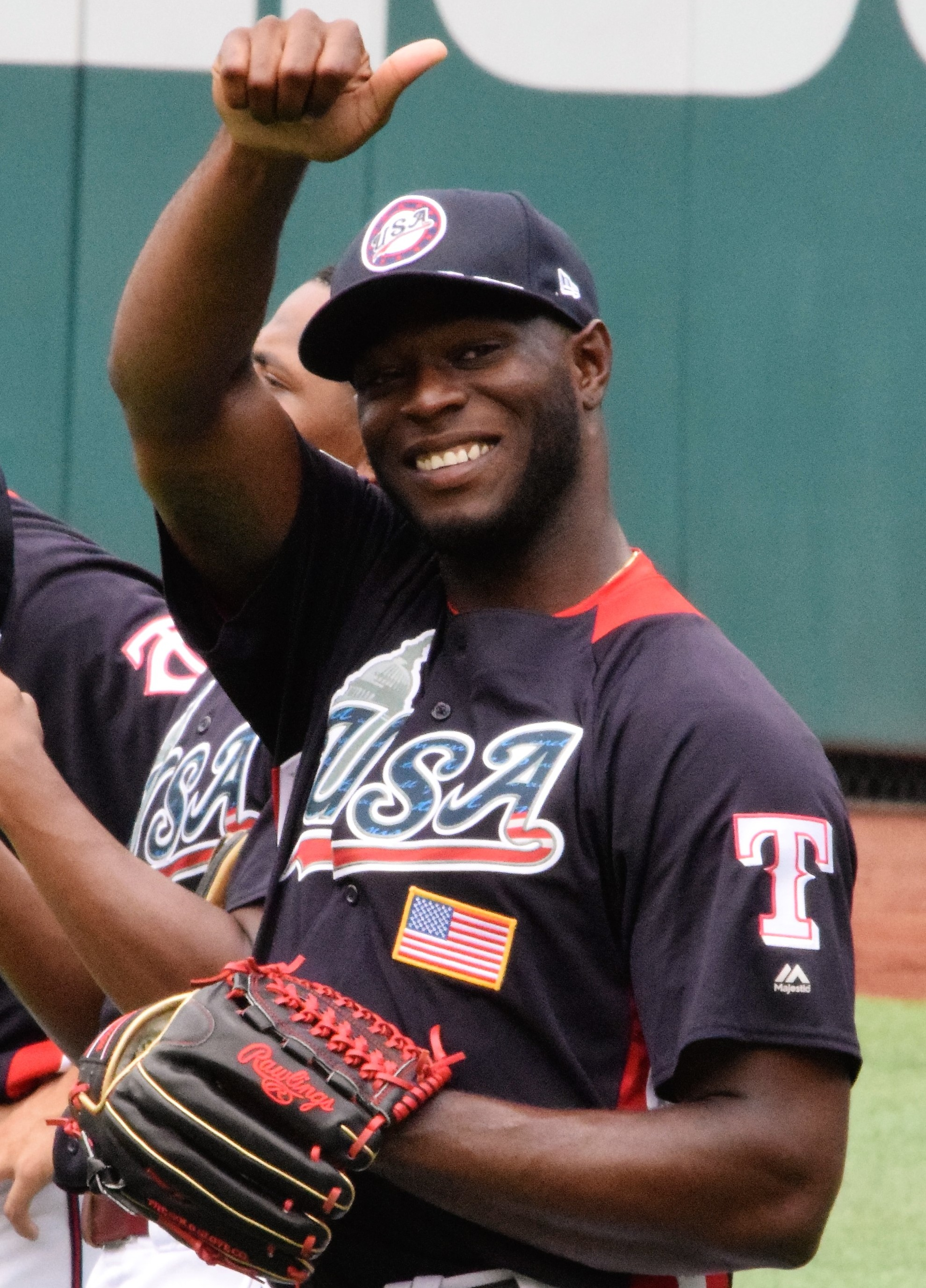
2018년 올스타 퓨처스 게임에서의 모습

C. D. 펠햄(C. D. Pelham, 본명: Christian Devont'a Pelham, 1995년 2월 21일 ~ )은 로스앤젤레스 에인절스 조직의 미국 프로 야구 구원 투수이다. 이전에 텍사스 레인저스의 메이저 리그 베이스볼(MLB)에서 뛰었다.

## 아마추어 경력
펠햄은 사우스 캐롤라이나 주 랭커스터에 있는 랭커스터 고등학교에 다녔다. 고등학교를 졸업하고 지명을 받지 못한 그는 스파르탄버그 메소디스트 칼리지(Spartanburg Methodist College)에 진학하여 대학 야구를 했다. 대학 1학년을 마친 후 밀워키 브루어스는 2014년 MLB 드래프트에서 전체 746순위로 25라운드에 그를 지명했다. 밀워키와 계약하지 않고 대신 2학년 때 대학으로 돌아갔다.